# Henry Heerup
Henry Heerup (* 4. November 1907 in Frederiksberg; † 30. Mai 1993 in Vanløse) war ein dänischer Bildhauer, Maler und Komponist. Er war Mitglied der Künstlervereinigung CoBrA.

## Leben

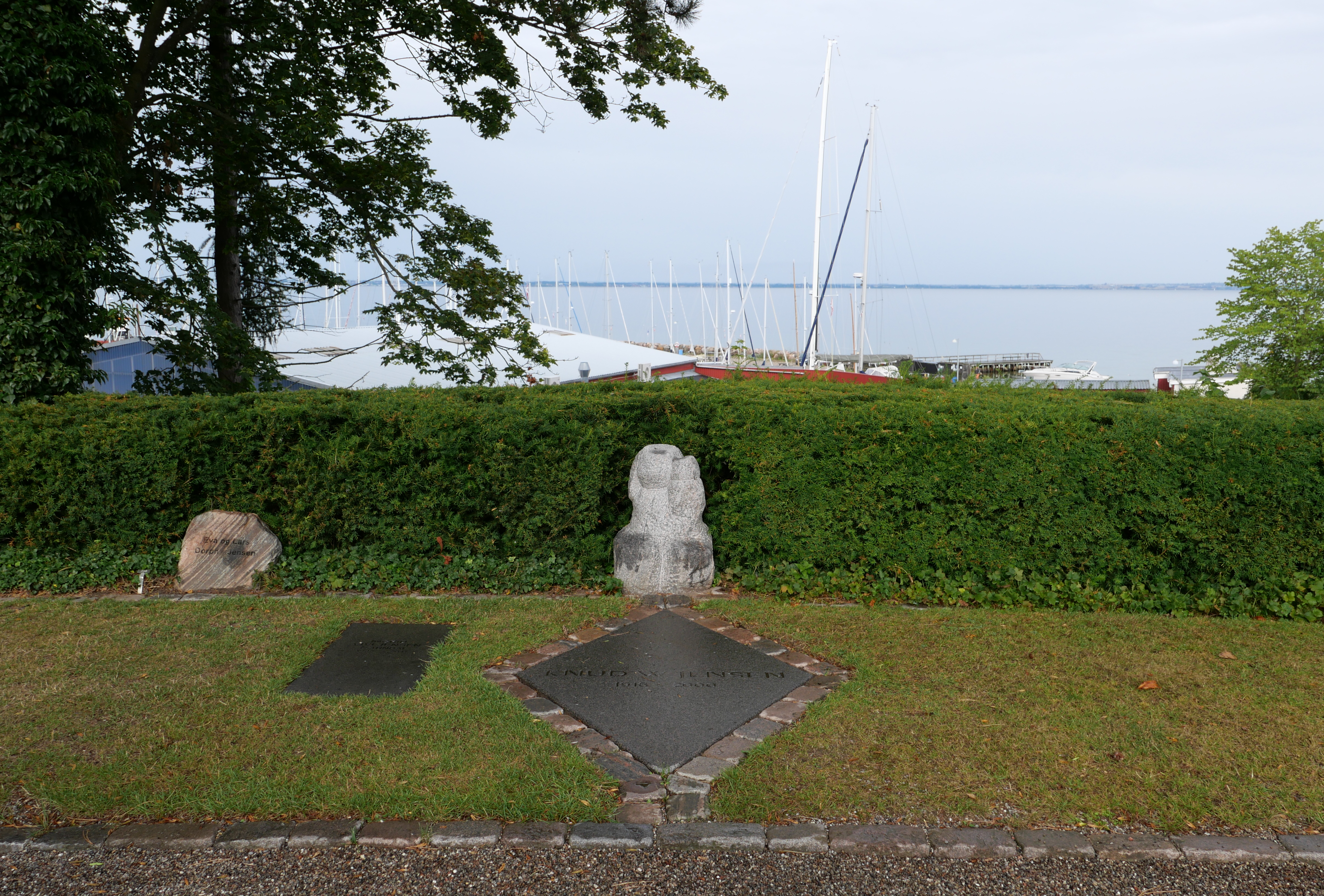
Eine Skulptur von Heerup am Grab von Knud W. Jensen in Humlebæk

Heerup studierte an der Königlich Dänischen Kunstakademie. Er belegte die Fächer Malerei bei Axel Jørgensen und Einar Nielsen und Skulptur bei Einar Utzon-Frank. Heerup war Mitglied der Künstlervereinigungen Corner (gegründet 1932), Linien (1934–1939), Høst (1934–1950), Decembristerne (gegründet 1928) und CoBrA (1948–1951). Henry Heerup heiratete 1933 Emilie Westh. Nanna Hertoft (* 1936) ist seine Tochter. Heerup wurde auf dem Kopenhagener Assistenzfriedhof bestattet.
Henry Heerup erschuf ein erzählerisches Werk. Seine Geschichten hatten ihren Ausgangspunkt immer im Naheliegenden: im Alltagsleben, der Liebe, der Sexualität, der Frau und der Familie. Zum Markenzeichen für Heerup wurde die tägliche Radtour, von der er mit Material für seine Fabelwesen zurückkehrte – vom kaputten Spielzeug über Reifen und Konservendosen bis hin zu halben Schildern.

## Rezeption
„Heerup verkörpert den wahren, „natürlichen“ Künstler. Es ist, als sei er dort schon lange zu Hause, wohin die anderen erst streben. Bereits in den frühen dreißiger Jahren schafft Heerup in der „Werkstatt“ seines Gartens, in einer Hütte auf einem verwilderten Gelände außerhalb von Kopenhagen, originelle Skulpturen aus Stein und Holz und diverse Assemblagen aus Schrott und Abfällen aller Art. Er läßt sich dabei allein vom Wesen der Materie leiten, die er – „wenn sie danach verlangt“ – auch bemalt. Von seinem Lieblingsstein, dem Granit sagt Heerup: „Es steckt immer schon im Stein selbst. Granit ist das hartgekochte Ei der Natur.“ Die Figuren zu befreien, die in diesem „hartgekochten Ei“ oder vielmehr in jedem Werkstoff, der ihm in die Hände fällt, schlummern, darin sieht Heerup seine Aufgabe.
Immer von neuem treten in seinen Skulpturen und Gemälden die Liebe, die Fruchtbarkeit und der Tod, in archetypische Symbolik gekleidet, auf und erinnern an die Kunst der Naturvölker. Ungeachtet der deutlichen Bezüge zur Melancholie des skandinavischen Expressionismus, spielt in der Arbeit Heerups auch der Humor, der vor allem in seinen Abfallskulpturen aufblitzt, eine wichtige Rolle.
Heerup selbst hat als wichtigste Inspirationsquelle die Kunst Picassos angegeben. Wahrscheinlich kannte er aber auch Reproduktionen dadaistischer und surrealistischer Objekte. Heerup vergnügt sich nebenbei stets mit selbstkomponierten Melodien, die er in seinem Liederbuch niederschreibt und illustriert und die er gern spielt. Der Schuppen inmitten seines verwunschenen Kunstgartens, in dem er bei schlechtem Wetter Zuflucht nimmt, ist reich verziert mit magischen Zeichen. Möglicherweise hält sich Heerup damit böse Geister vom Leib, die Konzentration und Schaffenskraft bedrohen.“

## Film
- Et år med Henry/A Year with Henry ist ein Kurzfilm (12 min) von Jens Jørgen Thorsen und Jørgen Roos. Die Uraufführung fand 1967 statt.[4]

## Auszeichnungen (Auswahl)
- 1960: Guggenheim International Award
- 1960: Eckersberg Medal
- 1968: Ritter des Dannebrogorden
- 1969: Thorvaldsen Medal
- 1971: Prins Eugens Medalje

Henry Heerup erhielt den Kai-Nielsen-Förderpreis und wurde zum Ehrenmitglied der Vereinigung Dänischer Grafiker ernannt.